# Агрест, Матест Менделевич
Матес (Матест) Менделевич Агрест (20 июля 1915, деревня Княжицы, Могилёвский уезд, Могилёвская губерния, ныне Могилёвский район, Могилёвская область — 20 сентября 2005, Чарльстон, штат Южная Каролина, США) — советский и американский математик, известный также как один из авторов гипотезы палеовизитов.

## Биография
С пяти лет он был определён в хедер — еврейскую религиозную школу, где учился за счёт общины.
В 1929 году окончил Любавическую ешиву.
Дипломированный раввин, всю жизнь придерживавшийся предписаний иудаизма.
Поскольку Агрест обучался в еврейских религиозных школах, он владел только идишем и ивритом. В хедере и ешиве не изучались общеобразовательные предметы, как в светской школе. По воспоминаниям его близкого друга астрофизика И. С. Шкловского, трудясь разнорабочим, чтобы прокормить семью, он за год подготовился к поступлению в ЛГУ, блестяще сдал экзамены, но провалил экзамен по русском языку, однако был принят, как еврей, для которого русский язык не является родным.
В 1938 году окончил Ленинградский государственный университет (математико-механический факультет). В период учёбы в публичной библиотеке разбирал средневековые еврейские рукописи эпохи Кордовского халифата. Досконально изучил еврейско-арабскую культуру юга Испании Х—XI веков.
Окончил аспирантуру (1941) в Государственном астрономическом институте им. П. К. Штернберга (ГАИШ) при МГУ.
В начале войны призван в армию, командовал взводом аэростатов заграждения в системе противовоздушной обороны города Горького. Однажды, когда он выпустил аэростаты, ударила молния, и два из них были сожжены. Согласно положению, накануне грозы он должен был получить от местного гидромета штормовое предупреждение, но из-за халатности метеоначальства, он его не получил. Был осуждён военным трибуналом, разжалован и отправлен на передовую, в штрафбат.
На войне получил ранение. Братья и сёстры были зверски убиты фашистами в Белоруссии.
В 1946—1951 годах официально работал в Институте математики им. В. А. Стеклова.
С 1947 по 1951 год участвовал в атомном проекте в Арзамасе-16, откуда был изгнан из-за религиозного образования. Один из участников создания советской атомной бомбы профессор Лев Альтшулер, работавший с Агрестом, называл его высококвалифицированным математиком. По воспоминаниям Л. В. Альтшулера, узнав о том, что Агрест является практикующим иудеем, сотрудники Отдела режима пришли в ужас. «Ведь это означало, что у нас на объекте несколько лет жил и работал человек, сохранивший прямые контакты с Богом и ветхозаветными пророками, по понятным причинам не имевшими допуска к секретной информации». Поступило распоряжение в 24 часа удалить Агреста с объекта. Активное вмешательство коллег — физиков Д. А. Франк-Каменецкого, Н. Н. Боголюбова, И. Е. Тамма позволило продлить этот срок до недели, а также получить новое назначение на менее секретный объект в Сухуми.
По другим сведениям Агрест был экстренно удалён из Арзамаса из-за обнаружившихся родственников в Израиле или за то, что сделал сыну обрезание.
И. Шкловский в книге мемуаров «Эшелон» посвятил Агресту главу под названием «Наш советский раввин». По словам Шкловского, Агрест был в самом эпицентре советского ядерного проекта, исполняя важнейшую роль математика—расчётчика. «Не забудем, что в ту пору никаких ЭВМ не было — все нелёгкие математические проблемы надо было решать на арифмометрах, и быстро. Непосредственно с ним работали все наши знаменитые физики, обеспечившие в конце концов ядерный потенциал советской страны. Он был там на отличнейшем счету».
К моменту выдворения из секретного объекта у Агреста было четверо детей и престарелые родители, им было некуда ехать. Тогда Андрей Сахаров, также работавший в Арзамасе, и имевший степень кандидата наук, предложил Агресту свою квартиру. По словам Л. Альтшулера, он подошёл к Агресту со словами: «Есть такая русская пословица: „Что имеем, не храним, потерявши — плачем“. Потом отвел его в сторону и предложил свою московскую квартиру — пожить Агрестам там, пока ситуация не прояснится. И дал листок с адресом и телефоном родителей».
М. Агрест вспоминал: «… как ангел с неба, явился ко мне Андрей Дмитриевич Сахаров и предложил для нашей семьи свою пустовавшую в то время квартиру в Москве на Октябрьском поле … проявил он доброжелательное отношение к человеку …, в отношении которого было … недоверие со стороны таких инстанций, перед которыми трепетал мир».
В этой квартире семья Агреста жила несколько месяцев, пока он в 1951 году не получил новое место работы в Сухуми, где трудился в Сухумском физико-техническом институте старшим научным сотрудником.
С 1966 года руководитель расчётно-математической лаборатории СФТИ.
Доктор физико-математических наук (1967, тема диссертации «Элементы теории неполных цилиндрических функций и методы их вычисления»).
Автор и соавтор 120 научно-исследовательских публикаций и отчётов, в том числе пяти монографий.
Читал лекции в Абхазском государственном университете.
Входил в состав рабочей группы по проблемам внеземных цивилизаций Научного Совета при Президиуме АН СССР по философским и социальным проблемам науки и техники под председательством профессора В. С. Троицкого (просуществовала с 1982 по 1987 год).
С 1992 года проживал в Чарльстоне, штат Южная Каролина, США.
Древнеастрономическое общество США организовало 2—4 августа 1993 года в Лас-Вегасе семинар, на котором Агрест выступил с докладом, повторив доводы в пользу своей гипотезы о посещении Земли внеземными антропоморфными астронавтами.
Умер в 2005 году.

## Теория древних космонавтов
Агрест впервые выступил со своей гипотезой в июле 1959 года на семинаре Сухумского физико-технического института, а 9 февраля 1960 года в «Литературной газете» появилась научно-популярная статья «Следы ведут в космос». Были выдвинуты предположения о существовании в древности контактов инопланетян с Землёй и даны нетрадиционные интерпретации ряду фактов, например, что Содом и Гоморра были разрушены в результате ядерного взрыва, произведённого инопланетянами.
Статья имела большой резонанс, в том числе в западной прессе. В советской печати активно критиковали Агреста как автора антинаучной гипотезы.
Вместе с тем, член-корреспондент АН СССР астрофизик Иосиф Шкловский в книге «Вселенная, жизнь, разум» утверждал, что сама постановка вопроса М. Агрестом «представляется вполне разумной и заслуживающей тщательного анализа». По мнению И. Шкловского Агресту принадлежит заслуга постановки проблемы палеоконтакта на научную основу. В. Рубцов и А. Урсул в монографии «Проблема внеземных цивилизаций» утверждают, что М. Агрест обосновал возможность посещения Земли инопланетянами и наметил некоторые пути изучения этого вопроса, подчеркнув, что решить его можно «лишь экспериментальными исследованиями по хорошо продуманной программе с применением всех современных методов анализа».
Идеи Агреста вдохновили позднейших исследователей, таких, как Эрих фон Дэникен и Захария Ситчин, которые в следующие десятилетия популяризировали то, что получило название «теория древних космонавтов».
Один из основоположников советской научной фантастики Александр Казанцев написал предисловие к большой статье Агреста «Космонавты древности», в котором поддержал теорию палеоконтакта.